# Greyhound (sang)
"Greyhound" er en single af den svenske supergruppe Swedish House Mafia. Singlen udkom den 12. marts 2012 og er den tredje single fra albummet Until Now. Sangen blev udgivet i samarbejde med Absolut Vodka, hvor der blev promoveret for den nye drink Absolut Greyhound.